# Liste der Kulturdenkmale in Pabstorf
In der Liste der Kulturdenkmale in Pabstorf sind alle Kulturdenkmale von Pabstorf, einem Ortsteil der Gemeinde Huy (Landkreis Harz), aufgelistet. Grundlage ist das Denkmalverzeichnis des Landes Sachsen-Anhalt, das auf Basis des Denkmalschutzgesetzes des Landes Sachsen-Anhalt vom 21. Oktober 1991 durch das Landesamt für Denkmalpflege und Archäologie Sachsen-Anhalt erstellt und seither laufend ergänzt wurde (Stand: 31. Dezember 2021).

## Kulturdenkmale
| Lage                                                                                | Bezeichnung             | Beschreibung                                                                                                | Erfassungs- nummer | Ausweisungsart | Bild                    |
| ----------------------------------------------------------------------------------- | ----------------------- | --- | ------------------ | -------------- | ----------------------- |
| Aderstedter Straße 150 (Karte)                                                      | Bauernhof               | | 094 00477          | Baudenkmal     | BW                      |
| Am Selda 84 (Karte)                                                                 | Wohnhaus                | | 094 00417          | Baudenkmal     | BW                      |
| Am Selda 91 (Karte)                                                                 | Bauernhaus              | | 094 00430          | Baudenkmal     | BW                      |
| Bruchberg 46 (Karte)                                                                | Villa                   | | 094 00491          | Baudenkmal     | BW                      |
| Ernst-Thälmann-Platz 58, 59, Straße der Freundschaft 12, 18, 20, 25, 75, 78 (Karte) | Platz                   | | 094 00511          | Denkmalbereich | BW                      |
| Grudenberg 28 (Karte)                                                               | Bauernhaus              | | 094 00426          | Baudenkmal     | BW                      |
| Grudenberg 29                                                                       | Bauernhaus              | | 094 00504          | Baudenkmal     |                         |
| An der Kirche 110 (Karte)                                                           | Kirche                  | St. Bartholomäi                                                                                             | 094 00505          | Baudenkmal     | Weitere Bilder          |
| Grudenberg 38 (Karte)                                                               | Bauernhaus              | | 094 00478          | Baudenkmal     | BW                      |
| Grudenberg 52 (Karte)                                                               | Bauernhaus              | | 094 00422          | Baudenkmal     | BW                      |
| Grudenberg 56 (Karte)                                                               | Bauernhaus              | | 094 00441          | Baudenkmal     | BW                      |
| Grudenberg 57 (Karte)                                                               | Bauernhaus              | | 094 00435          | Baudenkmal     | BW                      |
| Im Winkel 4 (Karte)                                                                 | Gasthof                 | | 094 00442          | Baudenkmal     | BW                      |
| Im Winkel                                                                           | Wohnhaus                | Zum Gasthof                                                                                                 | 094 00479          | Baudenkmal     |                         |
| Im Winkel 34 (Karte)                                                                | Bauernhaus              | | 094 00483          | Baudenkmal     | BW                      |
| Im Winkel 37 (Karte)                                                                | Bauernhaus              | | 094 00486          | Baudenkmal     | BW                      |
| Lindenstraße                                                                        | Mausoleum               | | 094 00507          | Baudenkmal     |                         |
| Lindenstraße 125 (Karte)                                                            | Bauernhaus              | | 094 00467          | Baudenkmal     | Bauernhaus              |
| Lindenstraße 83 (Karte)                                                             | Wohnhaus                | | 094 00421          | Baudenkmal     | BW                      |
| Nordstraße 151 (Karte)                                                              | Bauernhaus              | | 094 00437          | Baudenkmal     | Bauernhaus              |
| Nordstraße 168 (Karte)                                                              | Villa                   | | 094 00419          | Baudenkmal     | BW                      |
| Nordstraße 51 (Karte)                                                               | Bauernhaus              | | 094 00463          | Baudenkmal     | Bauernhaus              |
| Nordstraße 90 (Karte)                                                               | Bauernhaus              | | 094 00443          | Baudenkmal     | BW                      |
| Prälatenberg 34 (Karte)                                                             | Bauernhaus              | | 094 00409          | Baudenkmal     | BW                      |
| Prälatenberg 67 (Karte)                                                             | Bauernhaus              | | 094 00494          | Baudenkmal     | BW                      |
| Schrotberg 164 (Karte)                                                              | Bauernhaus              | | 094 00404          | Baudenkmal     | BW                      |
| Schulweg 29-30 (Karte)                                                              | Schule                  | | 094 00413          | Baudenkmal     | BW                      |
| Straße der Freundschaft (Karte)                                                     | Friedhof                | Friedhof mit Feierhalle                                                                                     | 094 00509          | Denkmalbereich | BW                      |
| Straße der Freundschaft 75 (Karte)                                                  | Wohn- und Geschäftshaus | | 094 00399          | Baudenkmal     | BW                      |
| Straße der Freundschaft 3 (Karte)                                                   | Bauernhaus              | | 094 00418          | Baudenkmal     | BW                      |
| Straße der Freundschaft 12 (Karte)                                                  | Bauernhaus              | | 094 00508          | Baudenkmal     | BW                      |
| Straße der Freundschaft 148 (Karte)                                                 | Wohn- und Geschäftshaus | | 094 00432          | Baudenkmal     | Wohn- und Geschäftshaus |
| Straße der Freundschaft 17                                                          | Bauernhaus              | | 094 02217          | Baudenkmal     |                         |
| Straße der Freundschaft 18 (Karte)                                                  | Bauernhaus              | | 094 00402          | Baudenkmal     | BW                      |
| Straße der Freundschaft 19 (Karte)                                                  | Bauernhaus              | | 094 00401          | Baudenkmal     | BW                      |
| Straße der Freundschaft 20 (Karte)                                                  | Bauernhaus              | | 094 00411          | Baudenkmal     | BW                      |
| Straße der Freundschaft 25 (Karte)                                                  | Wohn- und Geschäftshaus | | 094 00403          | Baudenkmal     | BW                      |
| Straße der Freundschaft 27                                                          | Bauernhaus              | | 094 00496          | Baudenkmal     |                         |
| Straße der Freundschaft 62 (Karte)                                                  | Bauernhaus              | | 094 00398          | Baudenkmal     | BW                      |
| Straße der Freundschaft 78 (Karte)                                                  | Gasthaus                | | 094 00499          | Baudenkmal     | BW                      |
| Südstraße 11 (alt: Nr. 1) (Karte)                                                   | Bauernhaus              | | 094 00400          | Baudenkmal     | Weitere Bilder          |
| Südstraße 3 (Karte)                                                                 | Architekturdetail       | | 094 00506          | Baudenkmal     | BW                      |
| Südstraße 4 (Karte)                                                                 | Wohnhof                 | | 094 00412          | Baudenkmal     | BW                      |
| Südstraße 82 (Karte)                                                                | Wohnhaus                | | 094 00410          | Baudenkmal     | BW                      |
| Wietholz (Karte)                                                                    | Brücke                  | gegenüber Nr. 39                                                                                            | 094 00415          | Baudenkmal     | BW                      |
| Wietholz 4                                                                          | Handwerkerhaus          | Bei den übrigen Häusern und dem Straßenzug „Wietholz“ liegt eventuell eine Verwechslung mit Osterwieck vor. | 094 00414          | Baudenkmal     |                         |
| Wietholz 5                                                                          | Bauernhaus              | | 094 00406          | Baudenkmal     |                         |
| Wietholz 6                                                                          | Handwerkerhaus          | | 094 00407          | Baudenkmal     |                         |
| Wietholz 1, 4, 5, 6, 9, 10, 11, 12, 13, 14, 15, 16, 17                              | Straßenzug              | Tagelöhner- und Handwerkerhäuser                                                                            | 094 00510          | Denkmalbereich |                         |
| Wietholz 12                                                                         | Bauernhaus              | | 094 00408          | Baudenkmal     |                         |
| Wietholz 13                                                                         | Bauernhaus              | | 094 00405          | Baudenkmal     |                         |
| Wietholz 16a (Karte)                                                                | Bauernhaus              | | 094 00433          | Baudenkmal     | BW                      |
| Wietholz 39 (Karte)                                                                 | Bauernhaus              | gegenüber Nr. 39                                                                                            | 094 00416          | Baudenkmal     | BW                      |

- siehe auch Liste der Kulturdenkmale in Huy

## Legende
In den Spalten befinden sich folgende Informationen:
- Lage: Nennt den Straßennamen und wenn vorhanden die Hausnummer des Kulturdenkmals. Die Grundsortierung der Liste erfolgt nach dieser Adresse. Der Link „Karte“ führt zu verschiedenen Kartendarstellungen und nennt die geographischen Koordinaten.
Link zu einem Kartenansichtstool, um Koordinaten zu setzen. In der Kartenansicht sind Baudenkmale ohne Koordinaten mit einem roten bzw. orangen Marker dargestellt und können in der Karte gesetzt werden. Baudenkmale ohne Bild sind mit einem blauen bzw. roten Marker gekennzeichnet, Baudenkmale mit Bild mit einem grünen bzw. orangen Marker.
- Offizielle Bezeichnung: Nennt den Namen, die Bezeichnung oder zumindest die Art des Kulturdenkmals und verlinkt, soweit vorhanden, auf den Artikel zum Objekt.
- Beschreibung: Nennt bauliche und geschichtliche Einzelheiten des Kulturdenkmals, vorzugsweise die Denkmaleigenschaften.
- Erfassungsnummer: Für jedes Kulturdenkmal wird in Sachsen-Anhalt eine 20stellige Erfassungsnummer vergeben. Die letzten zwölf Ziffern werden für die Untergliederung nach Teilobjekten genutzt und werden nur angegeben, soweit vergeben. In dieser Spalte kann sich folgendes Icon  befinden, dies führt zu Angaben zu diesem Baudenkmal bei Wikidata.
- Ausweisungsart: Die Einordnung des Denkmales nach § 2 Abs. 2 DenkmSchG LSA
- Bild: Ein Bild des Denkmales, und gegebenenfalls einen Link zu weiteren Fotos des Kulturdenkmals im Medienarchiv Wikimedia Commons. Wenn man auf das Kamerasymbol klickt, können Fotos zu Kulturdenkmalen aus dieser Liste hochgeladen werden: